# Neferkauhor Chuiuihapi
Neferkauhor Chuiuihapi, auch Nefer-kau-Hor Chuiui Hapi, war ein altägyptischer König (Pharao) der 8. Dynastie (Erste Zwischenzeit).
Der Eigenname und Thronname des Königs sind in dieser Form in der Königsliste im Tempel Sethos I. in Abydos (Nr. 55) belegt.

## Geschichte
Aus seiner Regierungszeit stammen die „Koptos-Dekrete“. Diese schildern die Ernennung des Schemai zum Wesir von Oberägypten und seines Sohnes Idi zu dessen Stellvertreter und zum Vorsteher der sieben südlichen Gaue. Gemäß einem anderen Edikt heiratete Schemai die Tochter des Königs namens Nebet. Von ihr ist eine Scheintür erhalten, von Schemai selbst ein sogenannter Naos.
Der König wird auch im Grab des Schemai bei Koptos genannt. Dort erscheint auf einer Wand eine Darstellung, die das Herbeibringen eines Steines aus dem Wadi Hammamat wiedergibt. Die Beischriften nennen das 1. Jahr von Neferkauhor. Nach der Beischrift zu der Szene sind die Arbeiten im Wadi Hammamat innerhalb von 19. Tagen vollendet worden.